# Марко Луковић
Марко Луковић (Београд, 26. мај 1992) је српски кошаркаш. Игра на позицији крила, а тренутно наступа за Бреоган. Његов старији брат Урош се такође бави кошарком.

## Успеси

### Клупски
- МЗТ Скопље:
  - Првенство Македоније (1): 2015/16.
  - Куп Македоније (1): 2016.

- Крка:
  - Суперкуп Словеније (1): 2016.

- Игокеа:
  - Куп Босне и Херцеговине (1): 2019.

- Приморска:
  - Куп Словеније (1): 2020.

### Појединачни
- Најкориснији играч Купа Македоније (1): 2016.